# The Slave Girl (romance)
The Slave Girl é um romance de 1977 do escritor nigeriano Buchi Emecheta publicado no Reino Unido por Allison e Busby e nos EUA por George Braziller. Ganhou o Prémio Jock Campbell do New Statesman em 1978.  O romance era o quarto livro de Emecheta; foi dedicado à sua editora Margaret Busby.
De acordo com a avaliação de Julianah Ogunseiju para o Africa Book Club: "É um dos melhores livros africanos pré-coloniais e é de todo recomendado."